# هاري وليامز (لاعب كرة قدم أمريكية)
هاري وليامز (بالإنجليزية: Harry Williams)‏ هو لاعب كرة قدم أمريكية أمريكي، ولد في 10 أغسطس 1982 في أوغستا في الولايات المتحدة.

## وصلات خارجية
- هاري وليامز على موقع مرجع كرة القدم المحترفة.كوم (الإنجليزية)